# Camposanto Monumentale
Camposanto Monumentale – cmentarz typu campo santo, wchodzący w skład Piazza del Duomo, zespołu zabytkowego w Pizie, na który składają się z 4 arcydzieła architektury średniowiecznej; oprócz niego są to: katedra, baptysterium i kampanila, zwana Krzywą Wieżą. Zespół został w 1987 roku wpisany na listę światowego dziedzictwa UNESCO.

## Historia
Cmentarz Camposanto jest ostatnią budowlą, jaka powstała na Piazza del Duomo. Jego długa, marmurowa ściana przylega do północnej strony Placu. Cmentarz został założony w 1277 roku, aby pomieścić groby, które do tej pory były rozproszone wokół katedry. Jest jedną z najstarszych chrześcijańskich średniowiecznych nekropolii przeznaczonych dla kultu zmarłych. Początkowo sarkofagi były umieszczane w centralnym miejscu, po tym jak okazało się, że zgodnie z tradycją, zawiera ono ziemię świętą przywiezioną z Palestyny w czasie II wyprawy krzyżowej (1146). Pod posadzką korytarzy bocznych umieszczono skromniejsze groby. W XVI wieku na cmentarzu pojawiły się groby najbardziej prestiżowych profesorów Ateneo Pisano oraz członków rodziny Medici, którzy wówczas dominowali w mieście. Na początku XIX wieku cmentarz zyskał – jako jeden z pierwszych cmentarzy w Europie – status muzeum publicznego. W czasie gdy, na mocy napoleońskiego dekretu, wiele dzieł sztuki zostało wywiezionych do Francji, Carlo Lasinio, kurator cmentarza powołany przez królową Etrurii, Marię Ludwikę, zgromadził w murach cmentarza rzeźby i obrazy, uratowane ze zniesionych kościołów i klasztorów Pizy. Dołączyły do nich dzieła sztuki z katedry i baptysterium oraz przedmioty pochodzące z wykopalisk archeologicznych i rynku antyków. Jednocześnie kontynuowano wznoszenie w korytarzach krużganków pomników nagrobnych, poświęconych najważniejszym postaciom Pizy.

## Freski

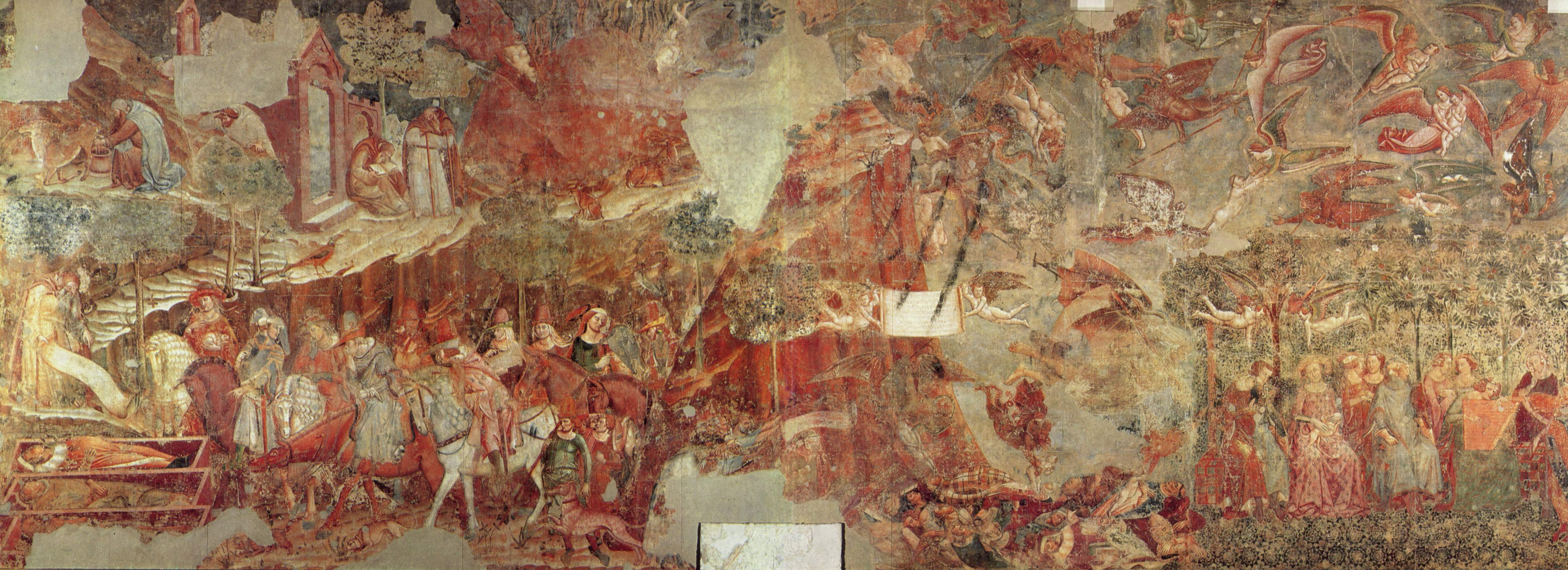
Bonamico Buffalmacco, Triumf śmierci

W ciągu XIV wieku ściany wewnętrzne cmentarza pokryły niezwykłe freski, poświęcone tematyce życia i śmierci, wykonane przez dwóch znaczących artystów epoki, Francesca Trainiego i Bonamica Buffalmacca, którzy zilustrowali kazania, wygłaszane w mieście przez dominikanina Domenica Cavalkę oraz przerażające wizje z Boskiej komedii Dantego, widoczne zwłaszcza w Triumfie śmierci i Sądzie Ostatecznym Buffalmacca. W XIV oraz XV wieku na ścianach cmentarza pojawiły się również freski pędzla takich artystów jak: Taddeo Gaddi, Spinello Aretino, Benozzo Gozzoli, Andrea di Bonauto, Antonio Veneziano i Piero di Puccio. W wyniku bombardowań dokonanych w czasie II wojny światowej freski z Camposanto zostały niemal całkowicie zniszczone. 27 lipca 1944 roku samoloty amerykańskie dokonały zmasowanego ataku lotniczego na Pizę, która wciąż znajdowała się w rękach hitlerowców. Drewniany dach zapalił się, pokrywające go ołowiane płyty stopiły się, a płynny metal rozlał się po freskach. Wiele z nich zostało całkowicie zniszczonych, a te nieliczne, które ocalały, były poważnie uszkodzone. Cmentarz został jednak w pełni odrestaurowany, a większość zachowanych fresków, wraz z odkrytymi pod nimi szkicami przygotowawczymi (tzw. sinopiami), została przeniesiona do Museo delle Sinopie w Pizie.

## Architektura i zbiory
Cmentarz ma kształt wydłużonego prostokąta. Gotyckie, marmurowe krużganki otaczają porośnięty trawą dziedziniec. Nas ścianą wschodnią wznosi się kopuła. Marmurowe ściany zewnętrzne od strony katedry są pozbawione ozdób. Zachowało się na nich kilka prostych, ślepych arkad. Ściany wewnętrzne, z widokiem na dziedziniec zostały przeprute delikatnymi, koronkowymi oknami, w które nigdy nie wstawiono szyb. Krużganki wypełniają nagrobki, pod które wykorzystano starożytne, rzymskie sarkofagi. Pomimo strat wojennych zachowały się 84 spośród nich, pochodzące najczęściej z III wieku naszej ery. Inne pomniki grobowe mają dekoracje neoklasyczne, nagrobki podłogowe pokryte są płaskorzeźbami i niewielkimi tablicami pamiątkowymi. Rzeźby rzymskie pojawiły się jako dekoracje na początku XIV wieku. Wraz z sarkofagami rzymskimi stworzyły one jedną z najważniejszych kolekcji sztuki klasycznej w Europie, inspirując niektóre z rzeźb wykonanych w Pizie na przełomie średniowiecza i wczesnego renesansu. Kolekcję uzupełniają zachowane, oryginalne freski, w tym wspomniany Triumf śmierci. Na murach cmentarza wiszą ogromne łańcuchy portowe z portu Pizy, zabrane przez Genueńczyków w 1342 roku i zwrócone Pizie w 1860 roku.